# Fototeca de la Diputació Provincial d'Osca
La Fototeca de la Diputació Provincial d'Osca és una fototeca que conserva part del patrimoni documental aragonès, especialment patrimoni fotogràfic de la institució i fons privats de fotògrafs relacionats amb l'Alt Aragó. Té la seu a la ciutat d'Osca.
La Fototeca de la Diputació Provincial d'Osca és de titularitat pública i és gestionada per la Diputació Provincial d'Osca.

## Història
La Fototeca de la Diputació Provincial d'Osca es crea el 1989, quan la Diputació adquireix el fons fotogràfic de Ricardo Compairé (1883-1965), fotògraf local pioner en la seva professió. Durant alguns anys (2005-2008) també es va dir Arxiu de Fotografia i Imatge de l'Alt Aragó (AFIAA). Des de llavors la Fototeca ha reunit desenes de fons fotogràfics, en diferents formats i suports, de fotògrafs professionals així com de particulars.

## Edifici
La Fototeca de la Diputació Provincial d'Osca se situa a l'edifici del Centre Documental i de la Imatge d'Osca, en el qual també es troba l'arxiu de la institució. L'edifici, inaugurat el 2007, és de nova construcció i es troba al carrer Gibraltar número 13, prop d'altres serveis culturals i educatius de la ciutat.

## Fons documentals
Els seus fons documentals contenen, al desembre de 2013, més de 60.000 fotografies, la primera d'elles realitzada el 1867.[nota 1] Gairebé 10.000 d'aquestes fotografies provenen de fotògrafs professionals.
Els ingressos d'aquests fons en la Fototeca es realitzen per donació, dipòsit, compra o digitalització d'originals. Entre ells cal destacar els següents:
- Fons de fotògrafs

- Ricardo Compairé Escartín (1913-1945)
- Mariano Gómez Zamora (1920-1950)
- Ildefonso San Agustín Mur (1918-1940)
- Alfonso Foradada Coll (1944-1960)
- Ricardo del Arco y Garay (1914-1930)
- Marqués de Santa María del Villar (1936-1940)
- José Oltra Mera (1913-1981)
- Santos Baso Simelio (1920-1950)
- Joaquín Galán Bernal (1920-1940)
- Antonio López Santolaria (Tonón de Baldomera) (1905-1945)
- Felipe Coscolla Plana (1907-1940)
- Manuel Choy Llena (1930-1940)

- Col·leccions particulars

- Vicente Campo Palacio (1910-1945)
- Petrín Pardo Allué Siglo XX

- Fotografies soltes

## Accés
Una part important dels fons de la Fototeca de la Diputació Provincial d'Osca, més de 10.000 fotografies antigues, estan visibles per internet a través del cercador DARA, Documents i Arxius d'Aragó.[nota 2]L'accés a aquestes imatges és lliure, encara que per a la seva reproducció poden existir limitacions derivades de la legislació espanyola vigent sobre propietat intel·lectual i conservació del patrimoni històric.